# Przegląd Warszawski (1921–1925)

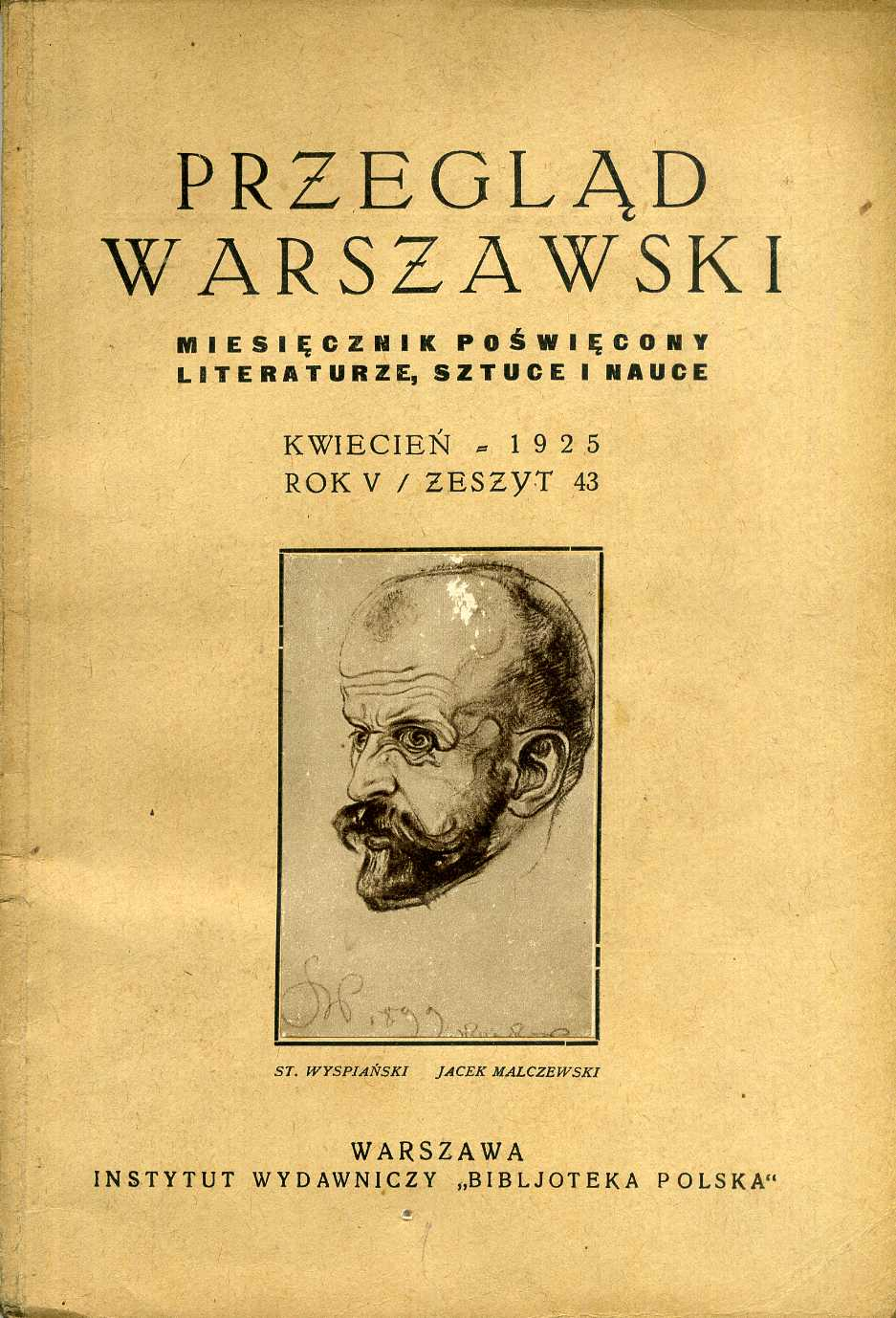
Okładka Przeglądu Warszawskiego z kwietnia 1925 roku.

Przegląd Warszawski – miesięcznik ukazujący się w Warszawie w latach 1921–1925, wydawany przez Instytut Wydawniczy „Biblioteka Polska”. Pismo dotyczyło literatury, nauki i sztuki. Stanowiło kontynuację „Nowego Przeglądu Literatury i Sztuki”. Pierwszym jego redaktorem był Wacław Borowy, później zaś Stefan Kołaczkowski i Mieczysław Treter.
W miesięczniku pojawiały się artykuły m.in.: Stefana Srebrnego, Aleksandra Brücknera, Jana Stanisława Bystronia, Romana Ingardena, Edwarda Porębowicza, Tadeusza Kotarbińskiego, Stanisława Ossowskiego, Stefanii Zahorskiej.